# Förbundsteologi
Förbundsteologi eller federalteologi (av latin foedus, förbund) var en mycket inflytelserik reformert teologisk riktning under 1600- och 1700-talen. Den utgick från den tysk-nederländske teologen Johannes Coccejus.
Hans teorier ledde till en lång och intensiv strid mellan hans anhängare coccejanerna, bland andra Abraham Heidanus, och hans motståndare voetianerna, de senare så kallade efter sin ledare Gisbertus Voetius. Striden kom att vara i flera decennier.
Striden var i grunden en fråga om synen på dogmatiska, teoretiska olikheter än praktiska skillnader. Stridens främsta orsak berodde på att coccejanerna förnekade sabbatsbudets giltighet för Nya testamentets tid, men dess egentliga grund låg i motsatsen mellan coccejanernas friare, mer världstillvända syn och de ortodoxa voetianernas strängt pietistiska levnadshållning. Även politiska partiförhållanden spelade emellertid in och striden var ibland så het att den hotade att dela den nederländska kyrkan. 
Striden lugnade så småningom ner sig genom att man fördelade professurerna vid de nederländska universiteten mellan de olika riktningarna. Bland de tongivande i denna lösning märktes från coccejanernas sida Frans Burman och den inflytelserike, folklige teologen, predikanten och psalmförfattaren Friedrich Adolph Lampe.
Bland riktningens anhängare bör ytterligare nämnas Campegius Vitringa den äldre.